# Mistrzostwa Europy w Lekkoatletyce 2022 – rzut młotem kobiet
Rzut młotem kobiet – jedna z konkurencji technicznych rozgrywanych podczas lekkoatletycznych mistrzostw Europy na Stadionie Olimpijskim w Monachium.

## Terminarz
Źródło: european-athletics.com.
| Data        | Godzina |              |
| ----------- | ------- | ------------ |
| 16 sierpnia | 12:15   | Kwalifikacje |
| 17 sierpnia | 21:00   | Finał        |

## Rekordy
Tabela prezentuje rekord świata, rekord Europy, rekord mistrzostw Europy oraz najlepsze wyniki na listach światowych i eruopejskich w sezonie 2022 przed rozpoczęciem mistrzostw. Źródło: european-athletics.com, worldathletics.org.
|                          | Zawodnik         | Wynik | Miejsce  | Data                  |
| ------------------------ | ---------------- | ----- | -------- | --------------------- |
| Rekord świata            | Anita Włodarczyk | 82,98 | Warszawa | 28 sierpnia 2016(dts) |
| Rekord Europy            | Anita Włodarczyk | 82,98 | Warszawa | 28 sierpnia 2016(dts) |
| Rekord mistrzostw Europy | Anita Włodarczyk | 78,94 | Berlin   | 12 sierpnia 2018(dts) |
| Listy światowe           | Brooke Andersen  | 79,02 | Tucson   | 30 kwietnia 2022(dts) |
| Listy europejskie        | Anita Włodarczyk | 78,06 | Nairobi  | 7 maja 2022(dts)      |

## Rezultaty

### Kwalifikacje
Awans: 72,50 m (Q) lub 12 najlepszych rezultatów (q). Źródło: european-athletics.com.
| Poz. | Grupa | Zawodniczka             | Reprezentacja   | Próby | Próby | Próby | Wynik | Uwagi |
| Poz. | Grupa | Zawodniczka             | Reprezentacja   | 1     | 2     | 3     | Wynik | Uwagi |
| ---- | ----- | ----------------------- | --------------- | ----- | ----- | ----- | ----- | ----- |
| 1.   | A     | Hanna Skydan            | Azerbejdżan     | 70,18 | 74,57 |       | 74,57 | Q,    |
| 2.   | A     | Sara Fantini            | Włochy          | 73,40 |       |       | 73,40 | Q     |
| 3.   | B     | Bianca Ghelber          | Rumunia         | 70,24 | 71,27 | 69,31 | 71,27 | q     |
| 4.   | A     | Alexandra Tavernier     | Francja         | 68,85 | 68,99 | 67,41 | 68,99 | q     |
| 5.   | A     | Grete Ahlberg           | Szwecja         | 66,47 | 68,73 | 65,62 | 68,73 | q     |
| 6.   | A     | Réka Gyurátz            | Węgry           | 68,63 | 65,96 | x     | 68,63 | q     |
| 7.   | A     | Katrine Koch Jacobsen   | Dania           | x     | 68,25 | 68,26 | 68,26 | q     |
| 8.   | B     | Ewa Różańska            | Polska          | 65,48 | 68,26 | x     | 68,26 | q     |
| 9.   | A     | Silja Kosonen           | Finlandia       | 66,62 | 63,86 | 68,25 | 68,25 | q     |
| 10.  | A     | Iryna Kłymeć            | Ukraina         | x     | 67,87 | x     | 67,87 | q     |
| 11.  | B     | Krista Tervo            | Finlandia       | 65,76 | 67,80 | x     | 67,80 | q     |
| 12.  | B     | Kıvılcım Salman         | Turcja          | 66,24 | 66,87 | 67,68 | 67,68 | q     |
| 13.  | B     | Laura Redondo           | Hiszpania       | 64,07 | 67,55 | 67,62 | 67,62 |       |
| 14.  | A     | Katarzyna Furmanek      | Polska          | 64,85 | 67,62 | x     | 67,62 |       |
| 15.  | A     | Samantha Borutta        | Niemcy          | 65,51 | 67,40 | 66,47 | 67,40 |       |
| 16.  | B     | Zalina Marghieva        | Mołdawia        | 67,15 | 65,31 | x     | 67,15 |       |
| 17.  | B     | Stamatia Skarweli       | Grecja          | 67,13 | x     | 65,42 | 67,13 |       |
| 18.  | A     | Vanessa Sterckendries   | Belgia          | 56,56 | x     | 66,95 | 66,95 |       |
| 19.  | B     | Beatrice Nedberge Llano | Norwegia        | x     | 66,32 | x     | 66,32 |       |
| 20.  | B     | Rose Loga               | Francja         | 66,27 | x     | x     | 66,27 |       |
| 21.  | B     | Veronika Kaňuchová      | Słowacja        | 65,33 | 61,96 | x     | 65,33 |       |
| 22.  | B     | Jessica Mayho           | Wielka Brytania | x     | 63,90 | 62,25 | 63,90 |       |
| –    | A     | Sara Killinen           | Finlandia       | x     | x     | x     | NM    |       |
| –    | B     | Malwina Kopron          | Polska          | x     | x     | x     | NM    |       |
| –    | A     | Charlotte Payne         | Wielka Brytania | x     | x     | x     | NM    |       |
| –    | B     | Anna Purchase           | Wielka Brytania | x     | x     | x     | NM    |       |

### Finał
Źródło: european-athletics.com
| Pozycja | Zawodniczka           | Państwo     | Runda | Runda | Runda | Runda | Runda | Runda | Wynik | Uwagi |
| Pozycja | Zawodniczka           | Państwo     | 1     | 2     | 3     | 4     | 5     | 6     | Wynik | Uwagi |
| ------- | --------------------- | ----------- | ----- | ----- | ----- | ----- | ----- | ----- | ----- | ----- |
| 01 !    | Bianca Ghelber        | Rumunia     | 72,22 | 72,06 | 71,22 | 71,36 | 71,75 | 72,72 | 72,72 |       |
| 02 !    | Ewa Różańska          | Polska      | 71,63 | 70,92 | 71,03 | x     | x     | 72,12 | 72,12 | PB    |
| 03 !    | Sara Fantini          | Włochy      | 71,51 | x     | 69,84 | x     | x     | 71,58 | 71,58 |       |
| 4.      | Hanna Skydan          | Azerbejdżan | 64,08 | 68,79 | 70,88 | x     | x     | 69,04 | 70,88 |       |
| 5.      | Silja Kosonen         | Finlandia   | 68,81 | x     | 69,27 | 68,55 | x     | 69,45 | 69,45 |       |
| 6.      | Iryna Kłymeć          | Ukraina     | 68,72 | x     | 68,57 | x     | 69,18 | 67,92 | 69,18 |       |
| 7.      | Réka Gyurátz          | Węgry       | 68,16 | 66,97 | 69,02 | 68,62 | 69,01 | x     | 69,02 |       |
| 8.      | Krista Tervo          | Finlandia   | x     | 67,85 | 67,46 | 67,25 | x     | x     | 67,85 |       |
| 9.      | Grete Ahlberg         | Szwecja     | 66,74 | 67,29 | x     | NQ    | NQ    | NQ    | 67,29 |       |
| 10.     | Katrine Koch Jacobsen | Dania       | 65,25 | x     | 67,06 | NQ    | NQ    | NQ    | 67,06 |       |
| 11.     | Kıvılcım Salman       | Turcja      | 67,04 | 66,83 | 64,41 | NQ    | NQ    | NQ    | 67,04 |       |
| 12.     | Alexandra Tavernier   | Francja     | 66,60 | x     | 65,19 | NQ    | NQ    | NQ    | 66,60 |       |